# Draaimelkstal

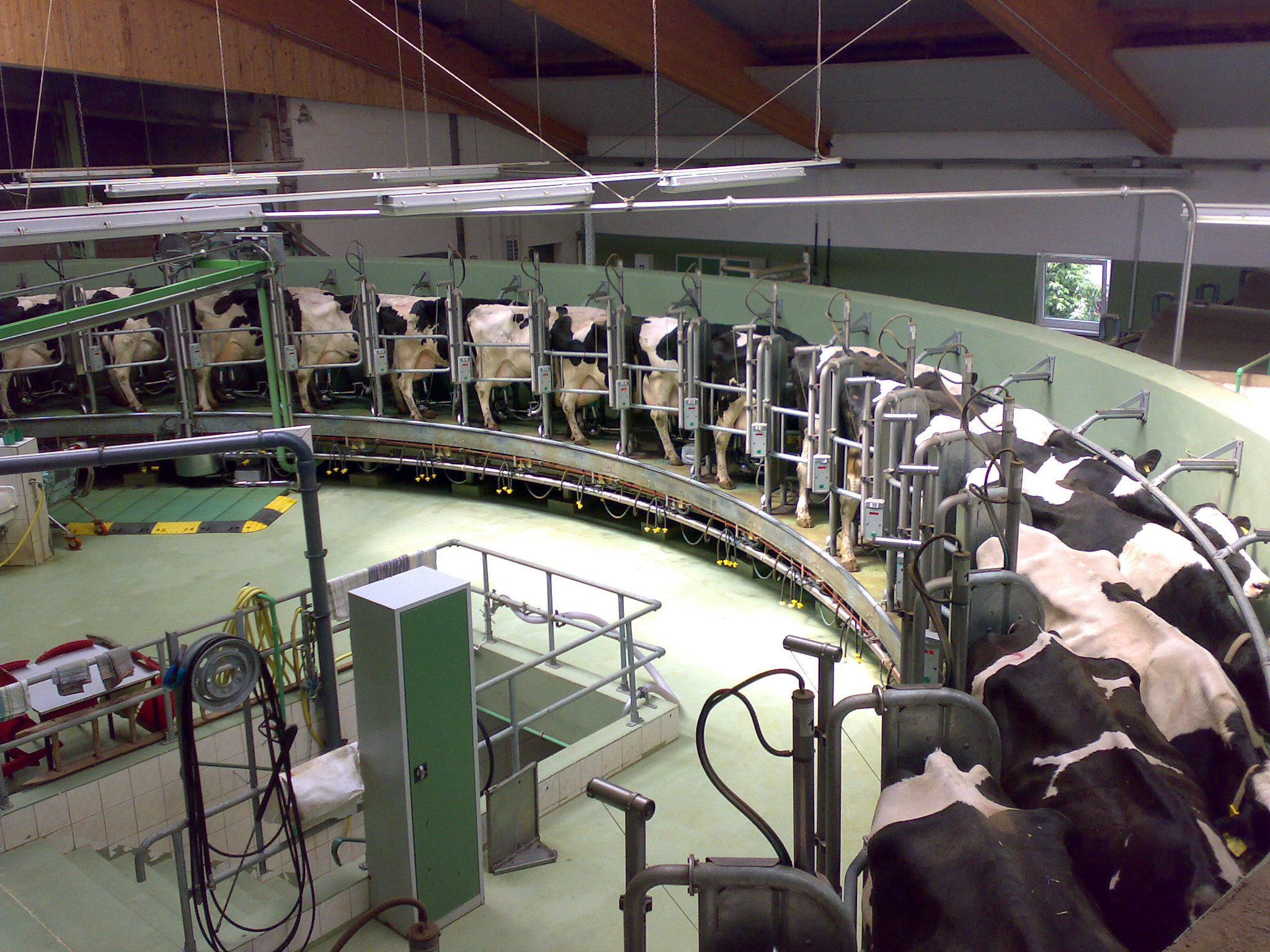
Melkcarrousel

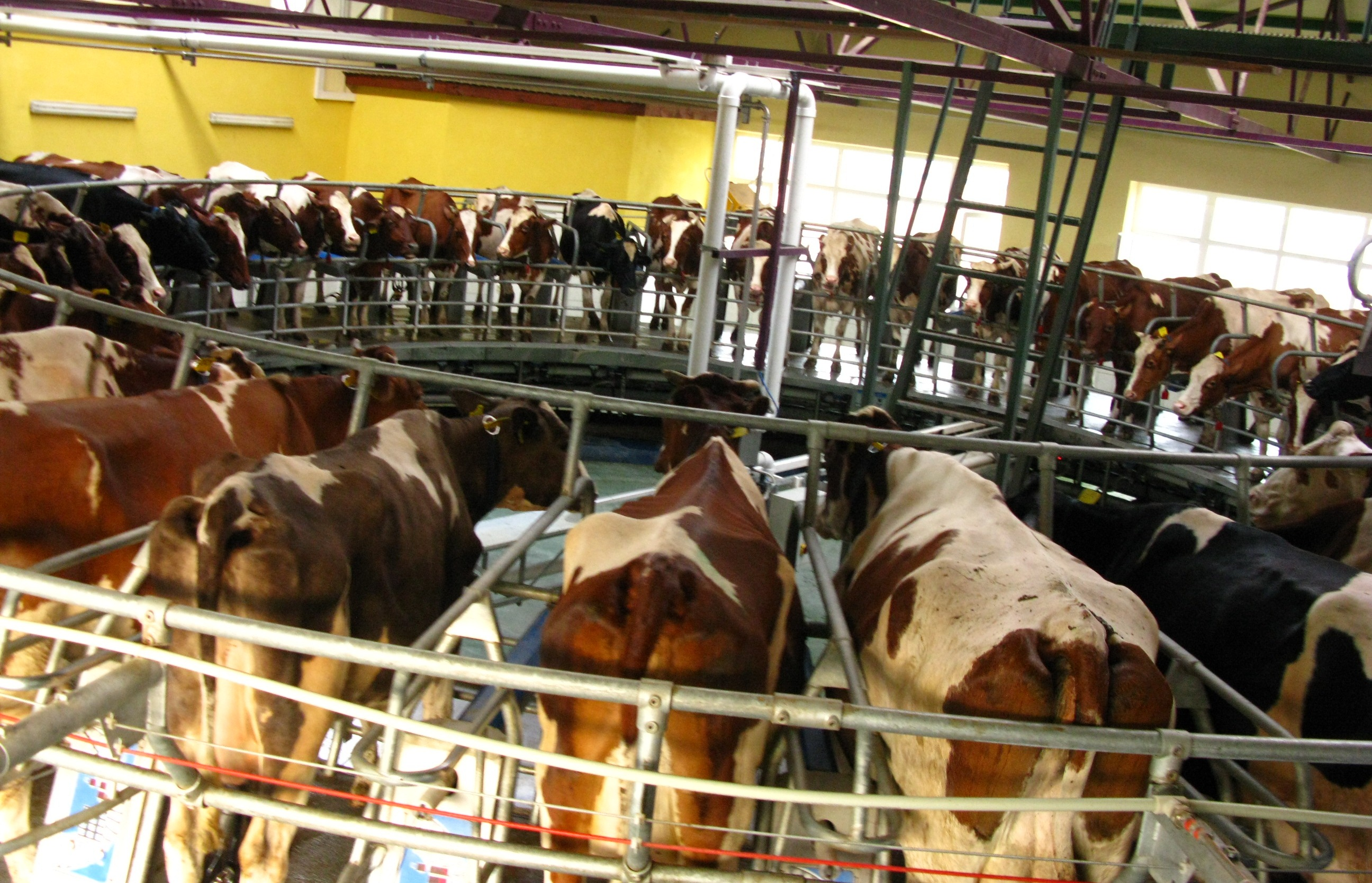
Melkcarrousel, koeien staan met hun kop richting binnenkant van de rotor

Een draaimelkstal wordt ook wel een melkcarrousel of carrouselmelkstal genoemd. Een voordeel van de draaimelkstal ten opzichte van andere typen melkstallen is de grote capaciteit. De gehele installatie kan door een persoon worden bediend. De koeien behoeven zich gedurende het proces nauwelijks zelf te verplaatsen.

## Werking
Aan het begin staat de koe voor een hekje en als ze naar binnen moet gaat zij naar binnen door het hekje. De koe staat dan eigenlijk op een draaiende schijf (dit wordt ook wel de rotor genoemd). Als de koe eenmaal goed op haar plek staat, worden de melkbekers door de melker aan de spenen van de koe gezet. In de tussentijd draait de melkstal rustig rond, waardoor de volgende koe alweer naar binnen kan gaan lopen. 
Als bijna alle plekken van de draaimelkstal bezet zijn dan is de eerste koe bijna aan het einde van haar ronde. Als de koe, in de tijd dat ze rond ging, klaar is met melken dan zal de draaimelkstal door blijven draaien en de koe uit de stal laten lopen. Zou de koe nog niet klaar zijn met melken dan stopt de draaimelkstal even met draaien totdat de desbetreffende koe wel klaar is, en zal de koe daarna wel uit de draaimelkstal laten lopen. Om te zorgen dat de koe ook daadwerkelijk uit de draaimelkstal zal lopen, blaast de draaimelkstal automatisch met een klein straaltje perslucht richting de koe, die dit niet als iets pijnlijks maar als iets raars zal voelen en zal daarom dan automatisch uit de draaimelkstal lopen.

## Bouw
Er zijn enkele typen draaimelkstallen:
- Visgraatdraaimelkstal, met de koeien steeds schuin naast elkaar
- Zij-aan-zijdraaimelkstal, met de koeien naast elkaar

De zij-aan-zijdraaimelkstal is er in een uitvoering waarbij de koeien met hun kop aan buitenkant staan, en de melker dus binnenin de rotor staat. Bij de andere uitvoering staat de melker aan de buitenkant van de rotor en staan de koeien met hun kop richting de binnenkant van de rotor. Ook bij de visgraatdraaimelkstal kan de melker zowel binnen als buiten de rotor staan. 
In Nederland ziet men veel kleinere typen draaimelkstallen voorkomen. Deze beschikken meestal over niet meer dan 30 plaatsen. In het buitenland, waar grotere bedrijven zijn gevestigd kan men grotere draaimelkstallen vinden die al meer dan 80 staanplaatsen hebben voor de koeien. Bij deze grote stallen zijn dan wel meerdere melkers nodig, maar dan kunnen ze ook 500 koeien per uur melken. In Nederland worden door de kleinere melkstallen nauwelijks meer dan 150 koeien per uur gemolken.